# Nacionalna knjižnica medicine SAD
Nacionalna knjižnica medicine SAD (eng. National Library of Medicine, NLM), Bethesda, SAD, je najveća svjetska medicinska knjižnica. Izradila je i razvila najveću svjetsku bibliografsku medicinsku bazu podataka MEDLINE i najpoznatiji medicinski tezaurus Medical Subject Headings (MeSH).

## Vanjske poveznice
- (engl.) Službene stranice